# Cirò rosso classico
Pour les articles homonymes, voir Ciro (homonymie).
Le Cirò rosso classico est un vin rouge italien produit dans la région Calabre, dans le sud de l'Italie, doté d'une appellation DOC depuis le 25 septembre 1989. Seuls ont droit à la DOC les vins récoltés à l'intérieur de l'aire de production définie par le décret.

## Aire de production
Les vignobles autorisés se situent en province de Crotone dans les communes de Cirò et Cirò Marina.

## Caractéristiques organoleptiques
- couleur : rouge léger
- odeur : agréable, délicat, intensément vineuse, arômes typiques du Gaglioppo (fruits noirs, mûres, cannelle et clou de girofle)
- saveur : sec, corsé, chaud, harmonieux, velouté avec le vieillissement

Le Cirò rosso classico se déguste à une température de 16 à 18 °C.

## Détails historiques
Le Cirò est certainement le vin le plus connu de Calabre. Son origine est très ancienne et remonte à l'époque où la région, colonisée par les Grecs, faisait partie de la Grande-Grèce. Son nom provient d'un vin amené par les colonisateurs, le Krimisa.

## Association de plats conseillée
Le Cirò rosso classico est recommandé pour accompagner des plats à base de viande, notamment de viandes rouges et de gibiers, chevreau ou agneau rôti, viandes bouillies.

## Production
Province, saison, volume en hectolitres :
- Crotone : information non disponible